# 볼리비아의 경제
볼리비아의 경제는 명목상으로는 세계 95위의 경제대국이며 구매력 평가 기준으로는 세계 87위의 경제대국이다. 볼리비아는 세계은행에 의해 중하위 소득 국가로 분류된다. 인간 개발 지수는 0.703으로 114위(인류발전도가 가장 높다)이다.
볼리비아 경제는 단일 상품 중심이라는 역사적 패턴을 가지고 있다. 은에서 주석, 코카에 이르기까지 볼리비아는 경제적 다양화 시기를 가끔만 누려왔다. 정치적 불안정과 어려운 지형이 농업 분야를 현대화하려는 노력을 제약하고 있다. 마찬가지로, 상대적으로 낮은 인구 증가와 낮은 기대 수명은 노동력 공급을 유동적으로 유지하고 산업이 번창하는 것을 막았다. 만연한 인플레이션과 부정부패도 발전을 좌절시켰지만 21세기 초 경제의 기초체력이 예상치 못한 개선세를 보여 주요 신용평가사들이 2010년 볼리비아의 경제등급을 상향 조정했다. 광산업, 특히 천연 가스와 아연의 추출은 현재 볼리비아의 수출 경제를 지배하고 있다.
2006년부터 2019년까지(민주사회주의자 에보 모랄레스의 대통령 임기) 1인당 GDP는 4배 증가했으며 극빈율은 38%에서 18%로 감소했다. 빈곤율은 2000년 22.23%에서 2010년 12.38%로 감소했다. 게다가 지니 계수는 0.60에서 0.446으로 감소했다.

## 부문

### 농림
농업, 임업, 어업이 볼리비아 국내총생산(GDP)의 14%를 차지했는데, 1986년 28%에서 감소했다. 이 활동들을 합치면 볼리비아 노동자의 거의 44%를 고용하고 있다. 대부분의 농업 노동자들은 고지대 지역의 지배적인 경제 활동인 자급 농업에 종사한다. 볼리비아의 농업 생산은 볼리비아의 지형과 기후 모두에 의해 복잡하다. 엘니뇨의 기후 패턴과 계절적 홍수처럼 고지대에서는 농사를 짓기가 어렵다. 볼리비아의 농업 GDP는 계속 상승하고 있지만 1991년 이후 연평균 성장률은 2.8%에 불과하다.
볼리비아의 가장 수익성이 좋은 농산물은 코카로, 그 중 볼리비아는 현재 콜롬비아, 페루에 이어 세계에서 세 번째로 큰 재배지이며, 2007년에는 전년보다 약간 높은 29,500헥타르가 재배되고 있는 것으로 추산된다. 볼리비아는 코카인 생산량이 2007년 기준 120톤에 달하며 미국, 유럽, 브라질, 아르헨티나, 칠레, 파라과이 등으로 향하는 페루와 콜롬비아 코카인의 유통국이다. 볼리비아 정부는 국제적인 압력에 대응하여 코카 재배를 제한하기 위해 노력했다. 그러나 대대로 코카를 재배한 농촌을 대체할 만한 작물이 없어 박멸 노력이 차질을 빚고 있다. 에보 모랄레스 정부는 예년에 얻었던 일부 결과를 철회했다.
2001년부터 볼리비아의 주요 합법적 농업 수출품은 콩이었다. 또한 면화, 커피, 사탕수수는 볼리비아의 수출품이다. 국내 소비를 위해 옥수수, 밀, 감자는 볼리비아 농부들이 선택한 작물이다. 광활한 숲에도 불구하고 볼리비아는 목공업이 미미하다. 2003년 목재는 수출 수익의 3.5%에 불과했다. 1996년 산림법은 잣나무에 세금을 부과했고 결과적으로 볼리비아 목재 수출을 크게 줄였다. 산림복원 노력과 불법 벌목 근절 등에서 최소한의 성과만 거두고 있는 산림수탁자협의회를 설립하는 데 세금이 쓰였다. 효율성이 증가하면 볼리비아는 산림자원의 수익성을 확장하는 동시에 과도한 개발로부터 보호할 수 있을 것이다. 볼리비아는 민물 호수와 하천을 수돗물로 만드는 작은 어업을 가지고 있다. 연간 평균 어획량은 약 6,000톤이다.

### 산업 및 제조
1995년부터 2005년까지 볼리비아 국내총생산의 약 18%를 제조업이 차지했다.  전체 산업(광업 포함)이 GDP에서 차지하는 비중은 2000년 30%에서 2010년 37.3%로 증가했다. 대부분의 산업은 국가 운영보다는 지역 시장을 목표로 하는 소규모 산업이다.  부적절한 신용 선택권과 암시장과의 경쟁으로 볼리비아의 제조업 부문이 완전히 발전하지 못하고 있다.  볼리비아의 주요 공산품으로는 섬유, 의류, 비내구성 소비재, 가공 간장, 정제 금속, 정제 석유 등이 있다.
식품, 음료, 담배의 가공업은 제조업에서 가장 큰 부문이다(2001년 39%). 이 부문은 생산, 사업체 수, 일자리 모두에서 지속적으로 성장하고 있는 제조업에서 두드러진 위치를 차지하고 있다. 2010년 수출에서 그것의 점유율은 약 14%였다. 특히 콩과 그 파생품들은 최근 몇 년간 매우 큰 수출 시장에 도달했다. 사탕수수로 콩, 해바라기씨, 면화, 설탕을 생산하는 가장 큰 공장은 산타크루스에 위치해 있지만, 코차밤바에는 식용유 정제소가 있다. 모든 주요 도시에는 적어도 한 개의 양조장, 한 개 이상의 청량음료 병입 공장, 그리고 하나 이상의 통조림 식품 포장 공장이 있다.
섬유산업은 1970년대 식품산업에 이어 두 번째로 큰 제조업이었으며 이후 중요성이 감소해 전체 제조업의 가치가 점차 하락하고 있다. 그러나 1990년대 이후 섬유 산업은 성장률을 증가시켰다. 면과 모직 산업은 합성 섬유를 희생하면서 쇠퇴했다. 직물 공장이 가장 많이 밀집된 곳은 라파스이지만 산타크루스와 코차밤바에서도 발견되며, 오루로에서도 그 정도는 덜하다.
또 다른 중요한 산업은 정유 산업이다.

### 서비스
볼리비아의 서비스 산업은 아직 미개발 상태이다. 남아메리카에서 가장 가난한 나라 중 하나에 살고 있는 볼리비아인들은 구매력이 약했다. 소매 부문은 수요 부진과 대규모 밀수품 암시장과의 경쟁으로 어려움을 겪고 있다. 맥도날드와 [[[도미노피자]]와 같은 미국 회사들은 최근 몇 년 동안 볼리비아에서 철수했다.

#### 관광업
볼리비아의 화려한 전망과 자연 명소들은 볼리비아를 주요 관광지로 탈바꿈시키기에는 정치적 불안정성과 일류 숙박시설의 부족 때문에 충분하지 않았다. 그럼에도 불구하고 볼리비아의 관광 산업은 지난 15년 동안 점진적으로 성장했다. 1990년 254,000명이었던 볼리비아는 2000년에 306,000명의 관광객을 유치했다. 관광 수입은 1999년에 1억 7천 9백만 달러로 정점을 찍었다. 2001년 9월 11일 미국 테러 이후 볼리비아의 관광 산업은 감소하였다. 그러나 2001년부터 관광 부문은 크게 증가하고 있으며, 실제로 2018년에는 관광객의 수가 114만 2천명에 달했다.

## 사회 기반 시설

### 에너지
볼리비아의 에너지 수요는 비교적 적지만 지속적으로 증가하고 있다. 볼리비아는 석유를 전력 수요의 대부분을 사용하며, 천연가스와 수력 발전이 그 뒤를 잇는다.

### 석유
볼리비아는 남아메리카에서 5번째로 큰 4억4100만 배럴 (7010만 m3)의 석유 매장량을 추산하고 있다. 들판은 동쪽과 남쪽에 있다. 정유사의 주요 활동은 원유 분쇄, 고옥탄가스를 위한 촉매 전환, 윤활유 생산을 위한 중분율 정제이다. 최종 생산품은 자동차 가솔린, 액체 프로판, 부탄, 제트 연료, 디젤 오일, 산업용 기계에 사용되는 윤활유이다. 볼리비아는 국내 원유 생산량이 내수를 충족하기에 부족하기 때문에 석유 순수입국이다.
최근까지 석유 산업은 1936년에 설립된 국영 기업인 YPFB에 의해 완전히 통제되었다. 1990년대 민영화 노력 이후 천연가스와 석유의 운송은 1990년대 동안 민간에 의해 이루어졌고, 재료의 생산과 정련은 정부와 민간 투자자들 사이의 위험 분담 계약의 일부였다. 1999년에 정유시설들 또한 완전히 사유화되었다. 2006년 5월 에보 모랄레스 대통령은 매장량을 다시 국유화하였고, 그 수탈은 사적인 손에 맡겨졌다.

### 천연가스
볼리비아 정부 통계에 따르면 볼리비아의 천연가스 매장량은 총 27조6000억 입방피트(780km3)로 남아메리카의 검증된 천연가스 매장량에서 볼리비아가 베네수엘라보다 뒤처져 있다. 게다가 볼리비아는 에너지 생산에 자급자족하고 있다. 1990년대 중반 정부가 민영화를 허용하면서 이 부문은 크게 바뀌었다. 국제 기업들은 볼리비아의 에너지원, 특히 천연 가스에 빠르게 투자했고 볼리비아를 세계 에너지 시장의 참여국으로 만들었다. 볼리비아의 에너지 자원 수출은 경제적으로 잠재적으로 수익성이 높지만 정치적으로 위험하다. 2003년 미국과 멕시코에 천연가스를 수출하려던 곤살로 산체스 데 로사다 대통령은 결국 사임했다.
2005년 6월 6일 카를로스 메사 전 대통령은 천연가스와 석유 부문을 무력화하자는 볼리비아 원주민들의 시위가 있은 후 볼리비아 의회에 사임을 표명했다. 메사는 볼리비아 에너지 개발에 대한 투자를 장려하면서도 외국 기업에 대한 세금을 늘렸다. 2006년 5월 1일, 그의 후임자인 전 대통령 모랄레스는 모든 천연가스 매장량을 국유화하여 탄화수소에 대한 소유권, 보유 및 통제권을 회복한다는 내용의 법령에 서명했다. 미국의 엑손 모빌, 페트로브라, 스페인의 렙솔 YPF, 영국의 가스 및 석유 생산업체인 BG 그룹, 그리고 프랑스의 토탈이 이 나라에 존재하는 주요 가스 회사들이다.

## 같이 보기
- 볼리비아 볼리비아노